# Mussaenda bevanii
Mussaenda bevanii là một loài thực vật có hoa trong họ Thiến thảo. Loài này được F.Muell. mô tả khoa học đầu tiên năm 1887.